# 1re division aéroportée (Royaume-Uni)
Pour les articles homonymes, voir 1re division.
La 1re division aéroportée britannique est une unité de parachutistes créée pendant la Seconde Guerre mondiale durant laquelle elle subit de nombreuses pertes et notamment lors de l'opération Market Garden, qui l'a rendue célèbre dans sa défense du pont d'Arnhem.
La 1re division aéroportée  et sa première brigade commença à porter le Maroon beret (en) juste avant l'opération Torch de novembre 1942 en Afrique du Nord française, plus connu en France sous le nom de béret amarante ou béret rouge.

## Création et historique

### Création
La 1re division aéroportée fut créée le 31 octobre 1941 et mise sous le commandement du Lieutenant général Browning. Constituée à sa création de la 1re brigade parachutiste et de la 1re brigade aérotransportable, elle est renforcée en juillet 1942 par la 2e brigade de parachutistes et atteint ainsi la dimension d'une division. Envoyée en Afrique du Nord 1942, la 1re brigade parachutiste est parachutée a  en Ariereuurr[Quoi ?], la 3e brigade parachutiste lui est rattachée afin de compléter les effectifs.
Le 1er mai 1943, la division, sous le commandement du général Hopkinson est envoyée en Afrique du Nord et rejoint la 1re brigade parachutiste. Elle laisse derrière elle la 3e brigade, qui formera la base de la 6e division aéroportée.

### Sicile et Italie
Les 1re brigade parachutiste et 1re brigade aérotransportée participent à l'invasion de la Sicile. Notamment à l'opération Ladbroke. Le 9 septembre 1943, l'unité reçoit l'ordre d'avancer sur Tarente, en Italie. Immédiatement après la prise du port, les 2e et 4e brigades parachutistes (la 4e brigade vient de rejoindre la division) avancent à l'intérieur des terres. Le général Hopkinson est tué et le commandement est alors confié au général Down qui commandait alors la 1re brigade parachutiste.
En novembre, la division reçoit l'ordre de retourner en Angleterre alors que sa 2de brigade parachutiste est détachée et reste en Italie en tant qu'unité distincte.

### Débarquement et Normandie
En janvier 1944, le général Urquhart reçoit le commandement de la division. Lors du D Day, la division est placée en réserve tandis que la 6e division aéroportée britannique est parachutée dans le ciel de France. Au cours des premières phases des combats en Normandie, il était prévu de faire sauter la division au sud de la ville de Caen en soutien à l'opération Perch, mais l'armée de l'air s'y opposa la considérant comme trop risquée pour les hommes de la division et les pilotes chargés de les transporter.
Le 2 août 1944, la division est intégrée à la 1re armée aéroportée alliée.
Entre la Normandie et Arnhem (opération Market Garden), environ 17 opérations aéroportées furent prévues pour la 1st Airborne, mais elles ont toutes été annulées pour une raison ou une autre, généralement parce que les unités terrestres progressaient si rapidement qu'elles dépassaient les objectifs fixés. Pour cette raison, la division reçut le nom de Division Stillborn.

### Opération Market Garden

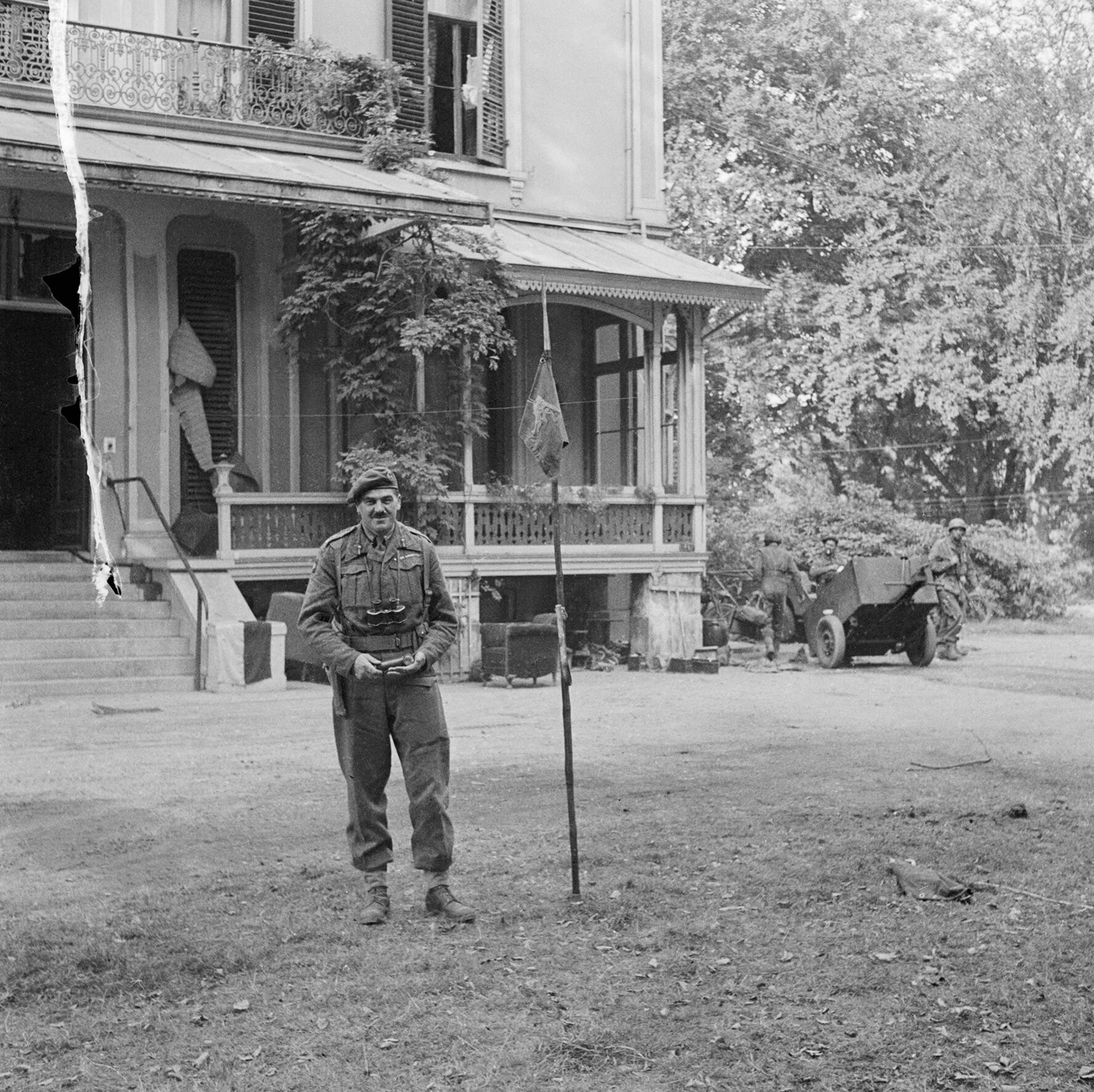
Robert Urquhart posant devant le quartier général britannique durant l'opération Market Garden.

## Commandants de la division
- 1941 - 1943 : Lieutenant général Browning
- 1943 - 1943 : général Hopkinson (tué au combat)
- 1943 - 1944 : général Down
- 1944 - 1944 : général Urquhart

## Sources et bibliographies
- (en) Cet article est partiellement ou en totalité issu de l’article de Wikipédia en anglais intitulé « 1st Airborne Division (United Kingdom) » (voir la liste des auteurs).